# 2016년 영국 지방 선거

## 선거 개요
2016년 지방 선거에서는 잉글랜드 내 293곳 지역구 중 124개 구에서 직접선거가 치러졌다. 종류별로는 도시 자치구 35곳, 비도시 자치구 70곳, 단일 자치구 19곳이었다.
이밖에도 네 곳의 시장 직접선거, 2016년 스코틀랜드 총선과 2016년 웨일즈 총선, 2016년 북아일랜드 총선, 2016년 영국 유럽 연합 회원국 국민투표도 같이 치러졌다.

## 선거 결과

### 잉글랜드 지방 의회 결과
| 정당 | 정당           | 지역 의회 | +/- | 의석 수 | +/- |
| ---- | -------------- | --------- | --- | ------- | --- |
|      | 노동당         | 58        | 0   | 1326    | −18 |
|      | 보수당         | 38        | −1  | 842     | −48 |
|      | 자유민주당     | 4         | 1   | 378     | 45  |
|      | 영국 독립당    | 0         | 0   | 58      | 25  |
|      | 기타           | 0         | 0   | 45      | −3  |
|      | 무소속         | 0         | 0   | 77      | −3  |
|      | 녹색당         | 0         | 0   | 45      | −3  |
|      | 과반 정당 없음 | 24        | 0   | 0       | 0   |

## 도시 자치구

#### 전의석
3곳의 구의회는 원내 전 의석을 대상으로 선거를 치렀다.
| 지역의회 | 이전 집권 정당 | 이전 집권 정당 | 결과 | 결과   | 상세 |
| -------- | -------------- | -------------- | ---- | ------ | ---- |
| 노즐리   |                | 노동당         |      | 노동당 | 상세 |
| 로더럼   |                | 노동당         |      | 노동당 | 상세 |
| 셰필드   |                | 노동당         |      | 노동당 | 상세 |

#### 3분의 1
잉글랜드의 도시자치구 32곳의 구의회는 전체 의석의 3분의 1을 선거 대상으로 선거를 치렀다.
| 지역의회           | 이전 집권정당 | 이전 집권정당                              | 결과 | 결과                                  | 상세 |
| ------------------ | ------------- | ------------------------------------------ | ---- | ------------------------------------- | ---- |
| 반즐리             |               | 노동당                                     |      | 노동당                                | 상세 |
| 버밍엄             |               | 노동당                                     |      | 노동당                                | 상세 |
| 볼턴               |               | 노동당                                     |      | 노동당                                | 상세 |
| 시티오브브래드퍼드 |               | 노동당                                     |      | 노동당                                | 상세 |
| 베리               |               | 노동당                                     |      | 노동당                                | 상세 |
| 콜더데일           |               | 과반 정당 없음 (노동당 소수정권)           |      | 과반 정당 없음 (노동당 소수정권)      | 상세 |
| 코번트리           |               | 노동당                                     |      | 노동당                                | 상세 |
| 동커스터           |               | 노동당                                     |      | 노동당                                | 상세 |
| 더들리             |               | 노동당                                     |      | 과반 정당 없음 (노동당 소수정권)      | 상세 |
| 게이츠헤드         |               | 노동당                                     |      | 노동당                                | 상세 |
| 커클리스           |               | 과반 정당 없음 (노동당 소수정권)           |      | 과반 정당 없음 (노동당 소수정권)      | 상세 |
| 리즈               |               | 노동당                                     |      | 노동당                                | 상세 |
| 리버풀             |               | 노동당                                     |      | 노동당                                | 상세 |
| 맨체스터           |               | 노동당                                     |      | 노동당                                | 상세 |
| 뉴캐슬어폰타인     |               | 노동당                                     |      | 노동당                                | 상세 |
| 노스타인사이드     |               | 노동당                                     |      | 노동당                                | 상세 |
| 올덤               |               | 노동당                                     |      | 노동당                                | 상세 |
| 로치데일           |               | 노동당                                     |      | 노동당                                | 상세 |
| 세인트헬렌스       |               | 노동당                                     |      | 노동당                                | 상세 |
| 솔퍼드             |               | 노동당                                     |      | 노동당                                | 상세 |
| 샌드웰             |               | 노동당                                     |      | 노동당                                | 상세 |
| 세프턴             |               | 노동당                                     |      | 노동당                                | 상세 |
| 솔리헐             |               | 보수당                                     |      | 보수당                                | 상세 |
| 사우스타인사이드   |               | 노동당                                     |      | 노동당                                | 상세 |
| 스톡포트           |               | 과반 정당 없음 (자민-무소속 소수정권)      |      | 과반 정당 없음 (노동당 소수정권)      | 상세 |
| 선덜랜드           |               | 노동당                                     |      | 노동당                                | 상세 |
| 테임사이드         |               | 노동당                                     |      | 노동당                                | 상세 |
| 트래퍼드           |               | 보수당                                     |      | 보수당                                | 상세 |
| 웨이크필드         |               | 노동당                                     |      | 노동당                                | 상세 |
| 월솔               |               | 과반 정당 없음 (보수-영독-무소속 소수정권) |      | 과반 정당 없음 (노동당-자민 소수정권) | 상세 |
| 위건               |               | 노동당                                     |      | 노동당                                | 상세 |
| 위럴               |               | 노동당                                     |      | 과반 정당 없음 (노동당 소수정권)      | 상세 |
| 울버햄프턴         |               | 노동당                                     |      | 노동당                                | 상세 |

## 단일 자치구

#### 전의석
잉글랜드의 단일자치구 3곳의 구의회는 원내 전 의석을 대상으로 선거를 치렀다.
| 지역의회 | 이전 집권정당 | 이전 집권정당                    | 결과 | 결과   | 상세 |
| -------- | ------------- | -------------------------------- | ---- | ------ | ---- |
| 브리스톨 |               | 과반 정당 없음 (노동당 소수정권) |      | 노동당 | 상세 |
| 피터버러 |               | 과반 정당 없음 (보수당 소수정권) |      | 보수당 | 상세 |
| 워링턴   |               | 노동당                           |      | 노동당 | 상세 |

#### 3분의 1
잉글랜드의 단일 자치구 16곳의 구의회는 전체 의석의 3분의 1을 선거 대상으로 선거를 치렀다.

## 비도시 자치구

#### 전의석
잉글랜드의 비도시 자치구 12곳의 구의회는 원내 전 의석을 대상으로 선거를 치렀다.

#### 2분의 1
잉글랜드의 비도시 자치구 7곳의 구의회는 전체 의석의 2분의 1을 선거 대상으로 선거를 치렀다.
| 지역의회        | 이전 집권정당 | 이전 집권정당 | 결과 | 결과       | 상세 |
| --------------- | ------------- | ------------- | ---- | ---------- | ---- |
| 어더            |               | 보수당        |      | 보수당     | 상세 |
| 첼트넘          |               | 자유민주당    |      | 자유민주당 | 상세 |
| 페어럼          |               | 보수당        |      | 보수당     | 상세 |
| 고스포드        |               | 보수당        |      | 보수당     | 상세 |
| 헤이스팅스      |               | 노동당        |      | 노동당     | 상세 |
| 너니턴 베드워스 |               | 노동당        |      | 노동당     | 상세 |
| 옥스퍼드        |               | 노동당        |      | 노동당     | 상세 |

#### 3분의 1
잉글랜드의 비도시자치구 51곳의 구의회는 전체 의석의 3분의 1을 선거 대상으로 선거를 치렀다.

## 시장 선거
총 4번의 시장 직접선거가 열렸다.
| 지방 정부      | 전임 | 전임                   | 당선자 | 당선자             |
| -------------- | ---- | ---------------------- | ------ | ------------------ |
| 런던           |      | 보리스 존슨 (보수당)   |        | 사디크 칸 (노동당) |
| 브리스톨       |      | 조지 퍼거슨 (무소속)   |        | 마빈 리스 (노동당) |
| 리버풀         |      | 조 앤더슨 (노동당)     |        | 조 앤더슨 (노동당) |
| 시티오브솔퍼드 |      | 이언 스튜어트 (노동당) |        | 폴 데넷 (노동당)   |